# Ranoidea daviesae
Ranoidea daviesae – rzadki gatunek płaza bezogonowego z podrodziny Pelodryadinae w rodzinie rzekotkowatych (Hylidae). 
Żaby te występują we wschodniej części Australii – we wschodniej części stanu Nowa Południowa Walia, na wysokościach powyżej 400 m n.p.m.